# Corsaires granvillais

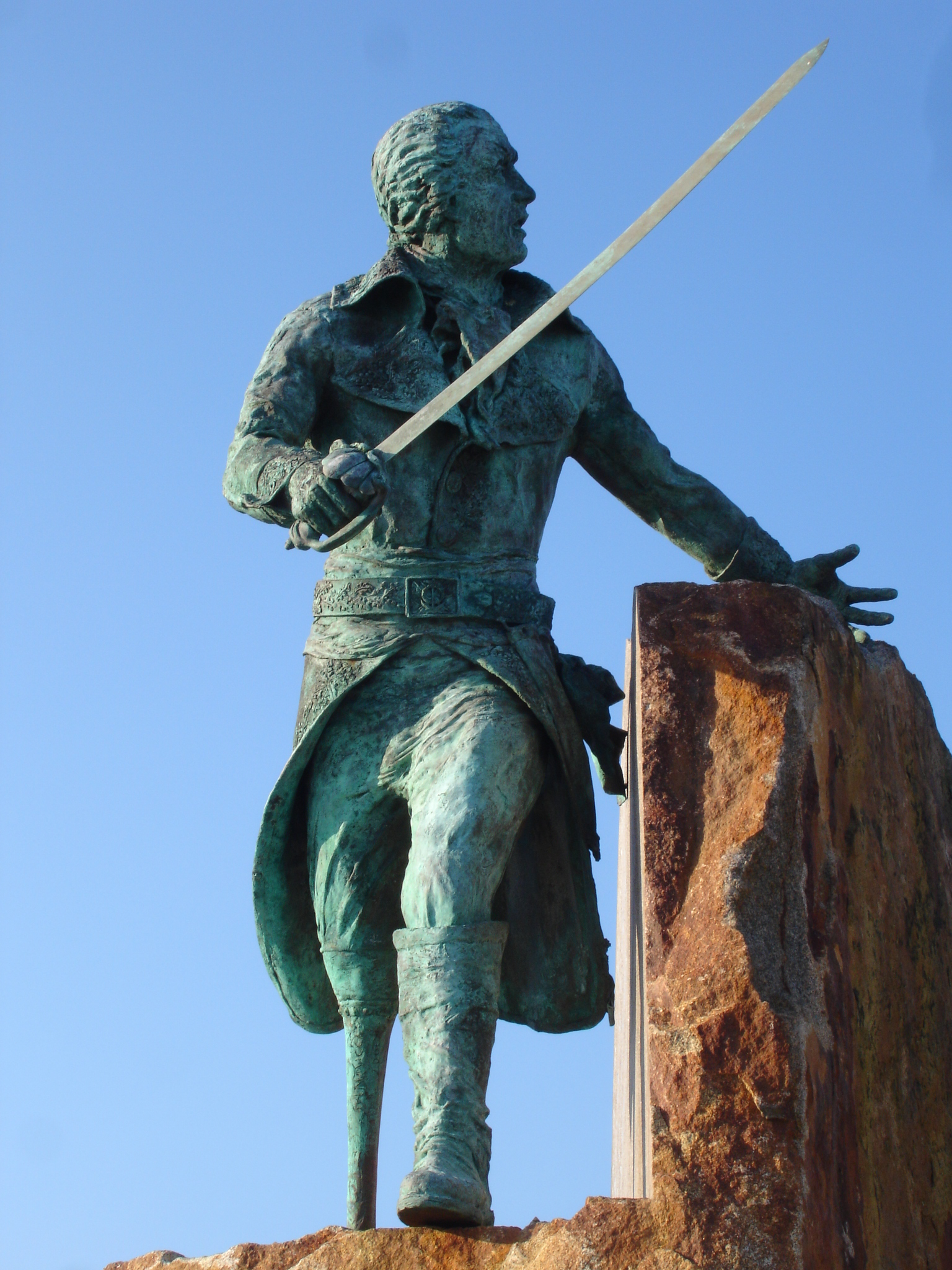
Pléville Le Pelley, terre-neuva, flibustier, capitaine corsaire, capitaine de vaisseau, vice-amiral, ministre de la Marine, sénateur.

Dès le début du XVIe siècle, depuis leur abri, simple havre protégé au nord par la Roche et à l’ouest par la Chaussée, les Granvillais arment des navires au long cours. Ils pratiquent la grande pêche à Terre-Neuve et sur le Grand Banc ; ils participent aux expéditions maritimes lointaines vers le Nouveau Monde, les Indes orientales et plus particulièrement vers le Brésil.
L’activité commerciale et la sécurité des granvillais sont constamment remises en cause par une multitude de conflits et de guerres. Mandatés par le roi (ou l'État), les Granvillais pratiquent la Guerre de Course, en guerre et le plus souvent en guerre et marchandises.

## La guerre de Course
La Course comme l'on disait, est pratiquée avant le XVe siècle. Au début, elle était anarchique et peu contrôlée pendant les hostilités. Les intérêts politiques étaient si confus que le problème de savoir si un navire de commerce était d'une nation ennemie ou neutre était très vague ; c'est alors que la course et la piraterie étaient difficiles à distinguer. La lettre de marque était théoriquement obligatoire, mais souvent laissée de côté.
La lettre de marque était une autorisation officielle délivrée par le roi ou la République ou tout autre régime à un armateur ou un commandant de navire — déterminé par son nom, son tonnage et son port d'attache — pour une durée strictement limitée partant du jour de l'enregistrement au bureau de l'inscription maritime de son ressort.
Elle donnait l'autorisation d'armer ce navire en guerre avec l'équipage, les canons, poudre, munitions et vivres nécessaires afin de le mettre en mesure de courir sur tous les ennemis de l'État, les pirates, les forbans et autres, de les prendre avec leurs navires, armement et cargaisons et de les amener dans un port en se conformant aux lois concernant ces opérations, puis de faire à son retour rapport devant l'Administration de la Marine.
Les corsaires sont donc souvent confondus avec les pirates et dans l'ignorance, on utilise l'un ou l'autre terme. Les corsaires exercent leur activité selon les lois de la guerre, uniquement en temps de guerre et avec l'autorisation de leur gouvernement. Capturés, ils ont droit au statut de prisonnier de guerre.
Un règlement des parts de prises était établi avant chaque course entre les membres de l'équipage suivant le rôle, l'Amirauté touchait environ 8%, l'équipage 1/3, l'armateur 2/3.
| conflits                             | date                             | durée            | période      |
| ------------------------------------ | -------------------------------- | ---------------- | ------------ |
| République de Saint-Malo             | 11 mars 1590-1594                | 4 ans            | Henri IV     |
| Guerre de la Ligue d'Augsbourg       | 24 septembre 1688-septembre 1697 | 9 ans            | Louis XIV    |
| Guerre de Succession d'Espagne       | février 1701-11 avril 1713       | 12 ans et 2 mois | Louis XIV    |
| Guerre de Succession d'Autriche      | 15 mars 1744-18 octobre 1748     | 4 ans et 7 mois  | Louis XV     |
| Guerre de Sept Ans                   | 29 août 1756-10 février 1763     | 6 ans et 6 mois  | Louis XV     |
| Guerre d'indépendance des États-Unis | 19 avril 1775-11 avril 1783      | 8 ans            | Louis XVI    |
| Guerres de la Révolution française   | 20 avril 1792-25 mars 1802       | 9 ans et 11 mois | République   |
| Guerres de l'Empire                  | 18 mai 1803-20 novembre 1815     | 12 ans et 6 mois | Napoléon Ier |

## La Course à Granville

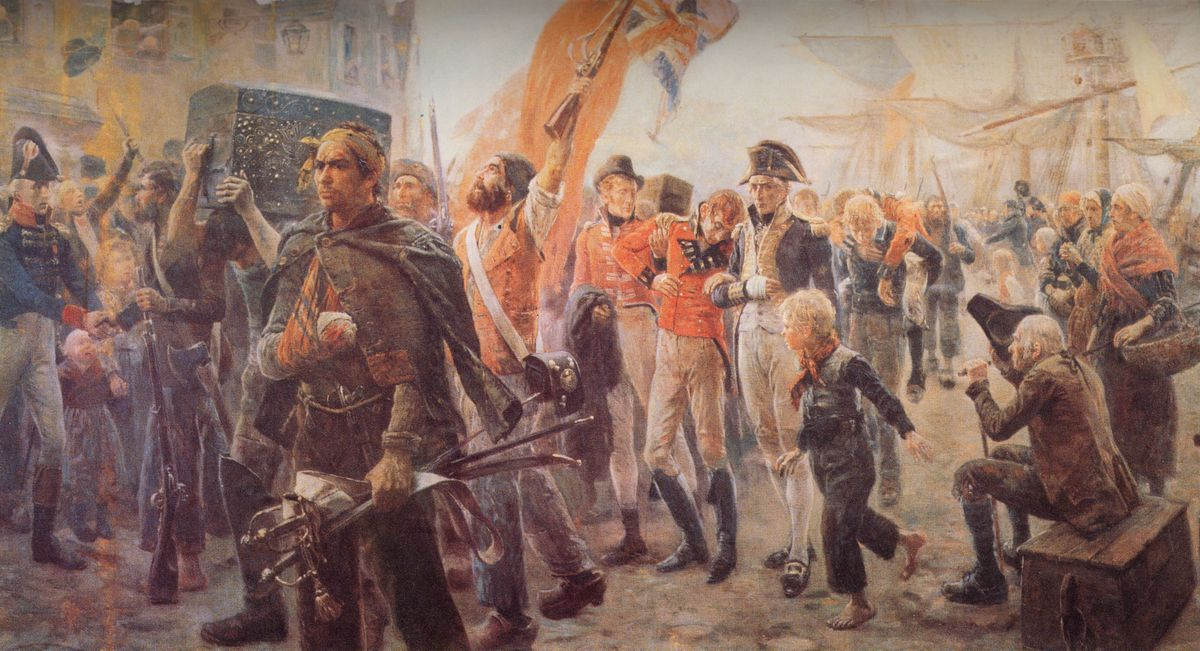
Le retour des corsaires en 1806 - Maurice ORANGE, Granville

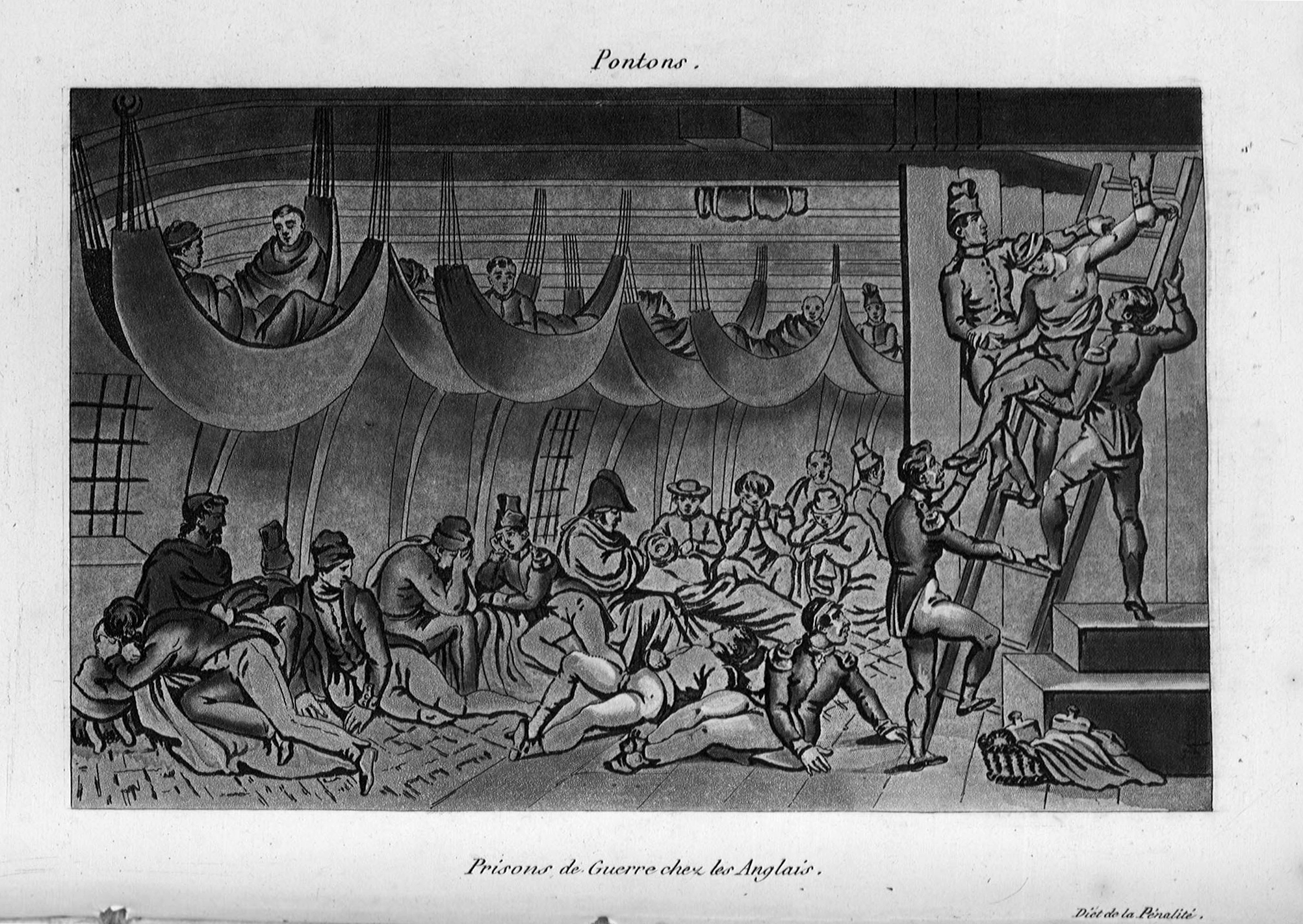
Prisonniers incarcérés sur les pontons anglais.

La Course vraiment organisée à Granville peut être datée, d'après Charles de la Morandière, de 1620 où l'on trouve un corsaire pourvu d'une lettre de marque et dorénavant, la course va être sérieusement réglementée, surveillée et encouragée et devenir une des branches importante de l'industrie maritime de même que l'armement morutier et baleinier et plus tard la pêche des huîtres.

### XVIesiècle
En 1590, Michel Le Fer, qui est hostile à la République de Saint-Malo et a été banni de sa ville, s'est réfugié à Granville. Muni d'une commission du roi, il engage un combat naval, contre ses concitoyens au large de sa cité, au cours duquel il sera tué en mars 1591.
En octobre 1591, Jehan Cauchet, muni d’une commission pour « courir sus aux ennemis du roi, » s’empare par erreur d’un navire anglais. La prise ne sera pas reconnue car la France n'est pas en guerre contre l'Angleterre.
En octobre 1592, Jehan Duhamel de la Bréhencière arme trois bâtiments pour courir contre les Ligueurs.

### XVIIesiècle
En 1620, Le Château-d’Or, armé par Jacques de Sainte-Marie d’Aigneaux et commandé par François de Gourfaleur de Bonfossé, amarine dans les mers du Nord l’Açon ou Façon de Flandres et le ramène à Granville, la prise est adjugée à un Malouin.
« C’était dans le quartier de Saint-Malo et plus particulièrement encore dans celui de Granville, comme étant le plus populeux en hommes de mer, qu’ils levaient les marins dont ils avaient besoin pour leurs expéditions. En 1695, après le premier bombardement de la ville, ils attaquèrent de concert et enlevèrent aux Anglais un fort convoi venant de l’Inde. La richesse de cette capture fut estimée beaucoup au-dessus de tous les dommages causés cette année dans nos ports de la Manche par les divers bombardements de la flotte anglaise ».

### XVIIIesiècle
« C’est au début du XVIIIe siècle que Granville prend véritablement son destin en main. Grâce à des efforts répétés et couronnés de succès pendant les années 1720-1730, le port bas-normand, qui souffre pourtant fortement de l’exigüité de ses installations portuaires, connaît son envolée économique. Lui qui n’envoyait qu’une vingtaine de bâtiments à Terre-Neuve à la fin du XVIIe siècle, multiplie allègrement le nombre de ses morutiers. Désormais, il arme entre 80 et 100 navires par année, parfois même au-delà de la centaine au cours des années 1770 et 1780. Très vite, Granville rejoint Saint-Malo à la tête des ports morutiers français, au point de lui disputer âprement la suprématie par la suite ».
Mathieu de La Rue : « En l’année 1747, le Thomas-Kouli-Kan ne fut pas moins valeureusement commandé par Mathieu de La Rue qui, dans une action des plus sérieuses, eut la figure emportée par un boulet de l’ennemi. On l’appelait Face d’argent, du masque de ce métal qu’il portait habituellement pour cacher son honorable difformité ».
La Françoise-du-Lac, près d’Ouessant, 1747 : « ...Mon camarade mit le genouil sur le tillac et fait feu avec moi sous mon bras. Un boulet ramé nous arrive, me coupe la jambe droite et coupe mon camarade en deux. Le pavillon fut baissé, et les vainqueurs vinrent s’emparer de leur proie ».
Le Granville : « Le plus beau corsaire fut le Granville, armé de 40 canons, de 316 hommes d’équipage et commandé par La Hogue-Quinette, fils de l’armateur. Il sauta en l’air par le feu pris à ses poudres dans le combat qu’il soutint contre la frégate anglaise la Britannia le 30 juin 1757 : quatre hommes seulement furent sauvés par l’ennemi ».

## Armateurs, capitaines corsaires
- Michel Le Fer de la Motte (1547-1591), armateur, capitaine corsaire, tué au combat sur la Fleur-d'Olonne,
- Jehan Cauchet (ca 1560-?), capitaine corsaire,
- Jean Duhamel de la Bréhencière (ça 1560-), capitaine corsaire,
- François de Gourfaleur de Bonfossé (1595-1620/), capitaine corsaire,
- Jean Lévesque de Beaubriand (ca 1634-1704), armateur,
- Pierre Hamel de Boisvert (1640-1706), capitaine corsaire, prisonnier, péri en mer sur l'Apollon,
- Jacques Couraye du Parc (1644-1723), armateur, capitaine corsaire, prisonnier,
- Olivier Ganne (1644-1724), capitaine corsaire,
- Olivier Baillon du Neufbourg (1645-1714), capitaine corsaire,
- Olivier de Lalun (1648-1724), capitaine corsaire,
- François Le Rossignol de Parisy (1649-1705), capitaine corsaire,
- Jean Pigeon de Launay (ca 1650-1706/), capitaine de prise, capitaine corsaire,
- Nicolas Dry de La Turbotère (1650-), armateur,
- Jean Baillon du Teil (1652-1692), armateur, capitaine corsaire, prisonnier,
- François Le Marié des Fontaines (ca 1653-1701), capitaine corsaire,
- Charles Jourdan de Prévalon (1653-1711), capitaine corsaire,
- Jacques Le Rossignol de la Maugerre (1653-), capitaine corsaire,
- Jean Hugon (1654-1703), armateur,
- Nicolas Pigeon de Boisrobert (1656-1711/), capitaine corsaire,
- Jacques Le Pelley du Manoir (1658-1726), armateur,
- François Le Virais (1658-1747), capitaine corsaire, capitaine de prise,
- Lucas Alleaume de la Cointrie (ca 1658), capitaine corsaire,
- Jacques Jourdan de Grandclos (1659-1733), armateur, capitaine corsaire, prisonnier,
- Jean Perrée du Hamel (1659-1739), capitaine corsaire, prisonnier, officier de marine,
- Pierre Dry de Hautmesnil (1660-1739), armateur, capitaine corsaire, prisonnier,
- Pierre Le Virais (1660-1700), capitaine corsaire,
- Jean Hugon de Hautmesnil (1661-1730), armateur, capitaine corsaire, prisonnier,
- Nicolas Hugon des Demaines (1661-1737), armateur, capitaine corsaire,
- François Hugon de la Noë (1664-1733), armateur, capitaine corsaire, otage,
- Nicolas Baillon de la Commune (1665-1705), capitaine de prise , capitaine corsaire, tué au combat sur le Hocquard,
- Charles Hugon du Tertre (1665-1709), second capitaine, capitaine de prise, capitaine corsaire, prisonnier,
- François Hamel de Boisvert (1666-1706), armateur, capitaine de prise, capitaine corsaire, péri en mer sur l'Apollon,
- Jean Lévesque de Beaubriand, dit Beaubriand-Lévesque (1666-1706), capitaine corsaire, prisonnier, décédé à l'île de Gorée - Dakar, Sénégal,
- Michel Caillouet, (1667-1721), capitaine de prise, capitaine corsaire, prisonnier,
- Nicolas Louvel des Vaux (1667-), capitaine corsaire, prisonnier,
- Gaud Yves Hugon de Haute Houle (1668-1720), capitaine corsaire,
- André Lévesque de la Souctière (1668-1772), armateur, second capitaine, capitaine corsaire, décédé à 103 ans 11 mois et 4 jours,
- Nicolas Perrée de Maisonneuve (1669-1702..1706), armateur, second capitaine, capitaine de prise, capitaine corsaire,
- Pierre François Baillon des Prairies (1673-1703), capitaine corsaire, tué au combat sur la Couronne,
- Jean Tapin de Haute-Halle (1673-1707), capitaine corsaire,
- Jean Dry de la Turbotière (1673-1709/), capitaine corsaire,
- Mathieu Lucas des Aulnais (1673-1733), armateur,
- Nicolas Dry de Grand-Croix (1674-1716), capitaine corsaire, blessé au combat sur le Saint-André,
- Jacques Lair (1674-), armateur, capitaine corsaire, prisonnier, évadé,
- Olivier de Lalun (1676-1731), capitaine corsaire, prisonnier, péri en mer sur le Patriarche,
- François Lair (1677-1726), armateur, capitaine corsaire, blessé au combat sur le Marquis-de-Thiange, prisonnier, évadé,
- Nicolas Hugon du Canet (1677-), capitaine corsaire,
- Antoine Lévesque (1677-), capitaine corsaire,
- Thomas Dry du Pré (1678-1735), armateur, capitaine corsaire,
- Jean Ganne de Grandmaison (1679-1746), armateur, capitaine de prise, capitaine corsaire, naufragé sur le Saint-Jean-Baptiste,
- Denis Hugon du Canet (1680-1716/), capitaine corsaire, blessé au combat sur le Berninghen,
- Michel Clément des Maisons (1680-1724), capitaine corsaire, prisonnier,
- François Le Marié des Fontaines (1680-1732), capitaine corsaire,
- Gaud Augrain (1680-1733), armateur, capitaine corsaire,
- François Raciquot (1681-1758), armateur, capitaine corsaire,
- Jacques Tapin de Haute-Halle (1682-1714…1722), capitaine corsaire,
- Nicolas Le Rossignol de Parisy (1682-1731..1741), capitaine corsaire,
- Olive Ganne (1682-1754), armateur,
- Yves Baillon de la Commune (1684-1742), armateur, capitaine corsaire, otage, prisonnier, naufragé sur la Patience,
- Marie Catherine Fissadame (1688-1760), armateur,
- Jean Hugon des Demaines (1689-1727), armateur, capitaine corsaire, décédé à bord sur la Françoise,
- Jeanne Hugon (1689-), armateur,
- Clair François Hamel de Boisvert (1695-1750), capitaine corsaire, péri en mer sur le Vigilant,
- Olivier Jourdan des Blancs Arbres (1696-), armateur,
- Gaud Hugon des Demaines (1697-1762), armateur, capitaine corsaire,
- Nicolas Perrée des Fontenelles (ca 1698-1735), armateur,
- Luc Gilles Lucas des Aulnais (ca 1698-1776), armateur,
- Pierre Lucas de Grandjardin (1699-1752), armateur, capitaine corsaire, décédé à bord du Conquérant,
- Pierre Le Pelley de Tilly (1702-1753), capitaine corsaire,
- Mathieu de La Rüe, dit face d'argent (1703-1767), capitaine corsaire, prisonnier, blessé au combat sur le Thamas-Koulikan,
- Jean Baptiste Quinette (1704-1779), armateur,
- Barbe Hue (1704), armateur,
- Thomas Hamel de Grandpré (1705-1759), armateur, capitaine corsaire,
- Thomas Hugon de Hautmesnil (1706-1762), armateur, capitaine corsaire, prisonnier,
- Jacques Mulot « le Jeune » (1706-1764/), capitaine corsaire, prisonnier,
- Nicolas Fougeray du Coudray (1706-1767), capitaine corsaire, prisonnier, blessé au combat sur le Jean-François,
- Charlotte Thérèse Loisel de Sennecy (/1706-), armateur,
- Jacques Jourdan de Prévalon (1707-1749), capitaine corsaire, prisonnier, naufragé sur le Jean-Hester,
- Julien Deshayes (1707-1750/), capitaine corsaire, prisonnier, naufragé sur le Charles-Grenot,
- Maurice Boisnard de Maisonneuve (1708-1758), armateur,
- François Jacques Tapin de Haute-Halle (1710-1777), armateur, capitaine corsaire,
- Jean Olivier Daguenet de Beaujardin (1712-1752), capitaine corsaire, prisonnier, naufragé sur le Coureur, décédé à bord sur le Saint-Joseph,
- François Boisnard (1712-1768), armateur,
- Jacques Ganne de Grandmaison (1713-1774), armateur,
- François Joseph Hugon du Prey (1714-1768), armateur, second capitaine, capitaine corsaire,
- Michel Clément des Maisons (1716-1773), armateur, capitaine corsaire, naufragé sur le Grand-Grenot,
- Jacques Clément des Nos (1717-1768), armateur, capitaine corsaire,
- Léonor François Couraye du Parc (1719-1754), armateur[Note 3],
- Jacques Nicolas de La Forterie (1720-1771), armateur, second capitaine, capitaine corsaire, prisonnier, naufragé sur le Grand-Grenot,
- Jean François Mulot du Rivage (1721-1786), armateur, second capitaine, capitaine corsaire, officier de marine,
- René Jean Perrée de Grandpièce (1722-1779, armateur, capitaine de prise, capitaine corsaire, prisonnier,
- Jacques François Fillastre des Hogues (1724-1782), armateur, second capitaine, capitaine corsaire, prisonnier,
- Denis François Le Mengnonnet (1724-1809), armateur, capitaine corsaire, prisonnier,
- Jean Baptiste Hugon du Puy (1725-1754), capitaine corsaire, prisonnier,
- Nicolas Quinette de la Hogue (1726-1757), armateur, second capitaine, capitaine corsaire, tué au combat sur le Granville,
- Georges-René Pléville Le Pelley de Pléville, dit Pléville Le Pelley (1726-1805), Terre-neuva, flibustier, blessé au combat sur la Françoise-du-Lac, prisonnier, second capitaine, capitaine corsaire, vice-amiral, ministre de la Marine et des Colonies, sénateur,
- Gaud Hugon (1727-), armateur,
- François Jean Perrée de Précourt (1729-1759), armateur, prisonnier, péri en mer sur le Comte-de-la-Rivière,
- Simon Loyer (ça 1730-), armateur,
- Charles Hervé Pivet (1732-1793), armateur,
- Marie Louise Françoise Gosselin (1732-1803), armateur,
- Jean François Couraye du Parc (1732-), armateur,
- Louis Pierre Étienne Le Pelley du Manoir (1733-1807), armateur, capitaine de prise, capitaine corsaire, prisonnier, évadé, naufragé sur ‘’la Princesse-de-Monaco’’,
- François Le Pelley (1734-1821), capitaine corsaire, prisonnier, naufragé sur le Grand-Grenot et sur la Marie-Constance, prisonnier, blessé au combat lors du Siège de Granville, officier de marine,
- François Boisnard de Maisonneuve (1736-1814), armateur, capitaine corsaire, prisonnier, officier de marine,
- Anne François René Jourdan de la Monnerie (1739-1821), capitaine corsaire, prisonnier,
- Nicolas Joseph Hugon de la Noé (ca 1740), armateur,
- Paul Félix Eudes de la Cocardière (1743-1781), capitaine corsaire prisonnier, naufragé sur la Sainte-Aglaé, officier de marine, péri en mer sur le Patriote,
- Jean Julien Ganne de Grandmaison (1744-1812), armateur,
- Jacques Olivier Boisnard (1745-1832), second capitaine, capitaine corsaire, prisonnier,
- Denis François Le Mengnonnet (1751-1780), capitaine corsaire, naufragé sur le Juste, tué au combat sur Duc-de-Coigny,
- Nicolas Saint-Lo (1753-), capitaine corsaire,
- Pierre Jean Mulot du Rivage (1760-1836), armateur, capitaine corsaire, prisonnier,
- Pierre Jacques François de La Forterie (1761-1810), capitaine corsaire, prisonnier,
- Michel Jean François Marie Clément (1773-1828), capitaine de prise, capitaine corsaire, blessé (royaliste), blessé au combat lors du débarquement de Limbé à Saint-Domingue (1801) et sur la Poursuivante (1803), officier de marine,
- Michel Daguenet de la Cointerie (1774-1850), capitaine corsaire, prisonnier, officier de marine,
- Guillaume Jean Delamusse (1777-1846), capitaine d'abordage sur l'Aimable-Flore, capitaine corsaire, prisonnier, officier de marine,
- François Pherison (ça 1786-), armateur,
- Nicolas Girard (1792-1870), armateur,

## Seconds capitaines corsaires
- Charles Hugon du Tertre (1665-1709),
- André sieur de la Souctière Lévesque (1668-1772),
- Nicolas Perrée de Maisonneuve 1669-1702..1706),
- Jacques Mulot "l'Aisné" (ca 1699-1762),
- Pierre François Jourdan de la Passardière (1704-1772),
- François Joseph Hugon du Prey (1714-1768),
- François Louvel (1715),
- Nicolas Louis Gallien des Naudières (ca 1716),
- Jacques Destouches de la Fresnée (ca 1718),
- Jacques Nicolas de La Forterie (1720-1771),
- Jean-François Pierre Paul Mulot du Rivage (1721-1786),
- Jacques François Fillastre des Hogues (1724-1782),
- Georges René de Pléville Le Pelley (1726-1805),
- Nicolas Quinette de la Hogue (1726-1757),
- Pierre Jean Delarüe (ca 1735),
- Barthélémy Marion),
- Jacques Olivier Boisnard de Maisonneuve (1745-1832),

## Capitaines de prise
- Jean Pigeon de Launay (ca 1650-1706/),
- François Le Virais (1658/1650-1747),
- Nicolas Baillon de la Commune (1665-1705),
- Charles Hugon du Tertre (1665-1709),
- François Hamel de Boisvert (1666-1706),
- Michel Caillouet (1667-1721),
- Nicolas Perrée de Maisonneuve (1669-1702..1706),
- Jean Ganne de Grandmaison (1679-1746),
- Jacques Fougeray du Saussey (1712-ca 1747),
- Thomas Fougeray de Grand Pré (1716-1747),
- René Jean Perrée de Grandpièce (1722-1779),
- Jean Baptiste Hugon du Puy (1725-1754),
- François Le Pelley (1734-1821),
- Jean Le Pelley de Fonteny (†1748),
- Michel Jean François Marie Clément (1773-1828),
- Michel Daguenet de la Cointerie (1774-1850),

## Officiers
- Luc Fougeray, sieur de la Halotière (1709-1745), lieutenant de vaisseau, tué au combat sur le Jean-François.
- Jean Le Pelley, sieur de Fonteny (?-1748), lieutenant, tué au combat sur le Conquérant.

## Équipage
- Étienne Le Fer (†1591), tué au combat sur la Fleur-d'Olonne,
- Barthélémy Desvergées (1762-1811), matelot, prisonnier, évadé des pontons anglais, suspecté et emprisonné à son retour par le Comité de Salut public, libéré le 5 novembre 1794[Note 4],

## Navires

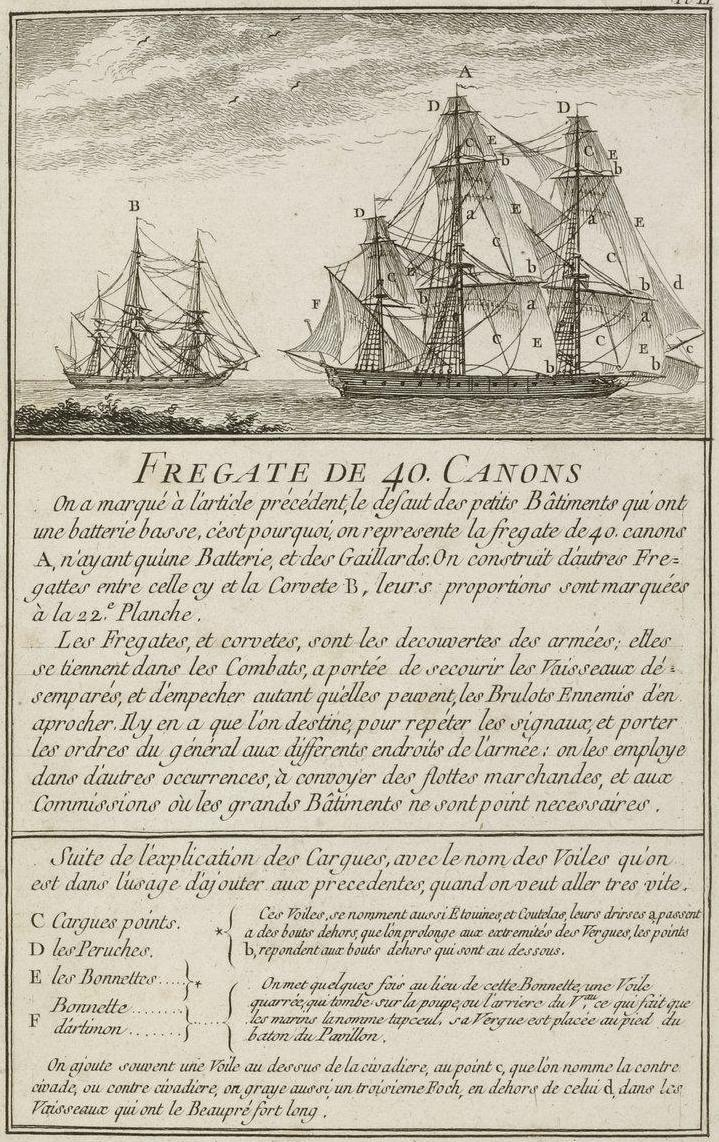
Frégate de 40 canons au milieu du XVIIIe siècle.

- L’Aimable-Grenot, frégate corsaire construite à Granville, 1747-6 mai 1749, armateur Leonor Couraye du Parc, 390 tonneaux, trois mats, deux ponts, deux gaillards, tirant d'eau chargé : 16 pieds, tirant d'eau non chargé : 14 pieds, armée de 40 canons (2 de 12, 24 de 8 et 14 de 4 livres), 6 pierriers, 250 fusils, 150 sabres, équipage en course : 390 hommes. La première campagne de course[9], du 17 mars au 15 août 1747, est confiée au capitaine Pierre de la Houssaye, 14 navires sont pris. La seconde campagne[10], du 18 novembre au 1er juillet 1748, est mené par le capitaine François Joseph Hugon, 7 prises s'ajoutent au palmarès de l'Aimable-Grenot. Les deux campagnes avaient rapporté à leurs équipages et armateurs 670 000 livres. L’Aimable Grenot fait naufrage le 6 mai 1749 sur les rochers des Ouvras (site de la Natière), alors qu'il quittait Saint-Malo pour Cadix[11],[12].

## Combats
- La Françoise-du-Lac, goélette construite en 1741 à Ile Royale, 30 tonneaux, 1 pont, tirant d'eau chargé : 8 pieds, tirant d'eau non chargé : 5 pieds. Après une campagne de pêche[13] terminée en février 1744, la Françoise-du-Lac est armée[14] par Gilles Vasse pour Le Pestour de la Garande, son propriétaire, pour faire la course aux ennemis du Roy avec 9 canons (de 3 et 2 livres), 50 fusils, 18 sabres, 67 hommes. Elle quitte Granville le 30 mai. Au large d'Ouessant, en juillet, le capitaine François Martin Poittevin poursuit une quinzaine de bâtiments anglais mais se laisse surprendre par deux senaus de 16 et 12 canons[Note 5]. Le pavillon est baissé après six heures d’un très violent combat, au cours duquel une cinquantaine de marins français perdirent la vie et Georges René Le Pelley[Note 6], la jambe droite.